# Artur Ioniță
Artur Ioniță (n. 17 august 1990, Chișinău, URSS) este un fotbalist moldovean,  si român, care în prezent evoluează pe postul de mijlocaș la clubul Lecco 1912[*] din Serie C și la naționala Moldovei.

## Cariera
Artur Ioniță s-a lansat ca jucător profesionist în 2007 la Zimbru Chișinău. Ulterior între 2008 și 2009 a evoluat la un alt club din Divizia Națională, FC Iskra-Stal Rîbnița.
Între 2009 și 2014 a jucat în Elveția la echipa FC Aarau, contribuind la promovarea echipei din eșalonul secund în prima ligă. Pe 12 februarie 2014 Artur Ioniță a semnat un contract cu echipa italiană din Serie A, Hellas Verona, contract care avea să intre în vigoare la 1 iulie 2014, după expirarea contractului cu gruparea FC Aarau. Conform publicației italiene Gazzetta dello Sport, la Hellas, Ioniță ar avea un salariu de 200 de mii de euro pe an, în acest sens fiind abia al 21-lea dintre toți fotbaliștii echipei din Verona. Primul său gol pentru Hellas Verona, Artur l-a marcat pe 21 septembrie 2014, în cel de-al doilea său meci oficial în tricoul lui Hellas. Golul a fost marcat într-un meci din etapa a 3-a din Serie A, sezonul 2014–15, meci jucat împotriva echipei FC Torino. Introdus în teren în minutul 64 în locul grecului Lazaros Christodoulopoulos, Ioniță a marcat golul după doar 2 minute de joc, în minutul 64, acesta fiind și singurul gol al meciului. Astfel, Artur Ioniță a devenit primul moldovean (de după independență) care marchează un gol în Serie A. În meciul următor, pe 24 septembrie 2014, Artur Ioniță avea să înscrie cel de-al doilea său gol pentru Hellas, în cel de-al treilea său meci la Verona. Fiind titular în lotul de bază și jucând integral tot meciul, Ioniță întâi i-a dat o pasă decisivă lui Panagiotis Tachtsidis, care în minutul 52 a marcat, iar peste 12 minute, în minutul 64, Artur a marcat și el însuși, stabilind scorul final de 2 la 2.
Pe 14 decembrie 2014, Artur Ioniță a fost desemnat cel mai bun jucător moldovean al anului 2014 de către Federația Moldovenească de Fotbal.
După ce a impresionat în sezonul 2015-2016 în Serie A, când a marcat 4 goluri și a oferit 2 pase decisive în cele 31 de meciuri în care a jucat, Ioniță a fost ”curtat” de Juventus, Napoli și Swansea. Cu toate acestea, la finalul sezonului, el a retrogradat în Serie B cu Verona.
În iulie 2016, Artur Ioniță a fost transferat de nou-promovata în Serie A, Cagliari Calcio.

## Cariera internațională

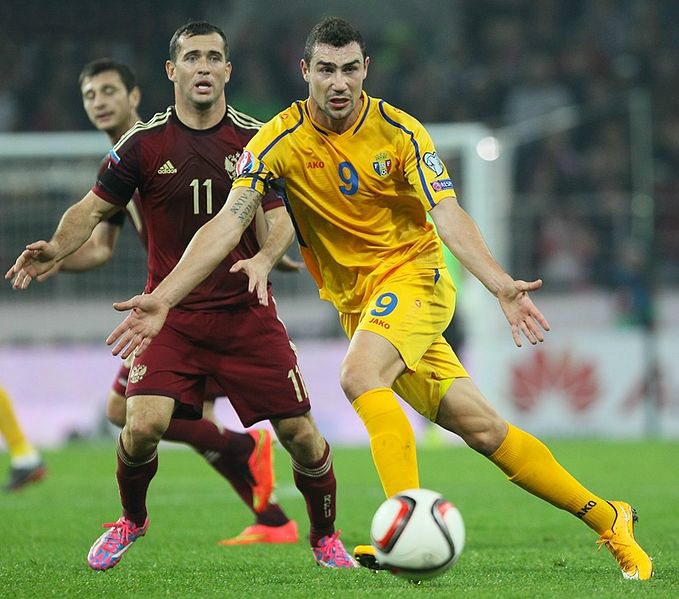
Artur Ioniță (în față) și Aleksandr Kerjakov (în spate) în meciul Rusia - Moldova, de pe 12 octombrie 2014

Artur Ioniță a jucat pentru Moldova în 12 meciuri și a marcat 2 goluri. El a debutat la națională în anul 2009, în preliminariile Campionatului Mondial de Fotbal 2010, într-un meci cu Elveția, pierdut de Moldova cu 0–2.
Anterior, între 2009 și 2012 el a fost membru al selecționatei de tineret a Moldovei (U-21), pentru care a jucat 13 meciuri și a marcat 4 goluri.

### Goluri internaționale

#### Echipa de seniori
| #  | Data              | Stadion                                       | Oponent    | Golul | Rezultat | Competiția                                             |
| -- | ----------------- | --------------------------------------------- | ---------- | ----- | -------- | ------------------------------------------------------ |
| 1. | 15 octombrie 2013 | Stadion Pod Goricom, Podgorica, Muntenegru    | Muntenegru | 4–1   | 5–2      | Calificările pentru Campionatul Mondial de Fotbal 2014 |
| 2. | 18 noiembrie 2013 | Stadionul Zimbru, Chișinău, Republica Moldova | Lituania   | 1–1   | 1–1      | Meci amical                                            |

#### Under-21
| #  | Data              | Stadion                                        | Oponent        | Golul | Rezultat | Competiția                                                |
| -- | ----------------- | ---------------------------------------------- | -------------- | ----- | -------- | --------------------------------------------------------- |
| 1. | 12 august 2009    | Stadionul Sheriff, Tiraspol, Republica Moldova | Letonia        | 1–0   | 1–0      | Preliminariile Campionatului U-21 European de Fotbal 2011 |
| 2. | 4 septembrie 2010 | Stadionul Zimbru, Chișinău, Republica Moldova  | Insulele Feroe | 1–0   | 2–0      | Preliminariile Campionatului U-21 European de Fotbal 2011 |
| 3. | 6 septembrie 2011 | Stadionul Skënderbeu, Korçë, Albania           | Albania        | 1–0   | 3–4      | Preliminariile Campionatului U-21 European de Fotbal 2013 |
| 4. | 6 septembrie 2011 | Stadionul Skënderbeu, Korçë, Albania           | Albania        | 2–1   | 3–4      | Preliminariile Campionatului U-21 European de Fotbal 2013 |

## Palmares
FC Aarau
- Challenge League : 2012-13

Locul 2: 2011-12
Iskra-Stali Rîbnița
- Divizia Națională:

Vicecampion: 2009-10
- Fotbalistul moldovean al anului: 2014